# گروه پترول
گروه پترول، (به انگلیسی: Petrol Group) شرکت نفت و گاز اسلوونیایی است، که در بخش پایین‌دستی صنعت نفت و زمینه مدیریت جایگاه‌های سوخت، بازاریابی، انتقال، ال‌ان‌جی و ال‌پی‌جی فعالیت می‌نماید.
گروه پترول در سال ۱۹۴۷ راه‌اندازی شد و در حال حاضر مالک شبکه‌ای از ۴۶۹ جایگاه سوخت در کشورهای اسلوونی، بوسنی و هرزگوین، کرواسی، صربستان، مونته‌نگرو و جمهوری کوزوو می‌باشد.
دفتر مرکزی این شرکت در شهر لیوبلیانا، اسلوونی قرار دارد و سهام آن در بازار بورس لیوبلیانا معامله می‌شود.